# Rafael Carbonell Ramos
Rafael Carbonell Ramos (Huelva, 20 de abril de 1930-ibídem, 17 de junio de 1954) fue un novillero español que falleció en la enfermería de la plaza de toros de Huelva, tras ser corneado por un novillo.

## Biografía
Procedía de una familia muy humilde, siendo el mayor de 8 hermanos. Se vistió por primera vez de luces en la plaza de toros de Huelva en una novillada sin picadores celebrada el 11 de mayo de 1952. Se confirmó en esta plaza el 3 de agosto de 1953 obteniendo como trofeo tres orejas y un rabo.
Realizó su presentación en la plaza de toros de la Real Maestranza de Sevilla el 13 de septiembre de 1953, formando cartel con los novilleros Zerpa y Andrés Luque Gago. El 29 de marzo de 1954 realizó la presentación en la plaza de toros de Madrid ante novillos de la ganadería de Molero Hermanos, formando cartel con Francisco Ruiz y Raúl Iglesias, sufriendo una cogida durante su actuación.
El 17 de junio de 1954 participó en una novillada sin picadores en la plaza de toros de Huelva celebrada con motivo de la festividad del Corpus Christi. En el cartel estuvo acompañado por los novilleros Joselito Romero y Alejandro Arnós, apodado El Venezolano. Mientras realizaba la faena de muleta, recibió una grave cornada, penetrando el asta del animal a través del triángulo de Scarpa y seccionando la vena femoral, lo cual le produjo una grave hemorragia de la que no se pudo recuperar, falleciendo en la misma enfermería de la plaza.
A su entierro acudieron unas 20 000 personas según la prensa de la época, siendo el cortejo acompañado por la Banda Municipal de Huelva. La carroza fúnebre tirada por cuatro caballos condujo el féretro hasta el Cementerio de la Soledad de Huelva donde recibió sepultura. No se había producido un fallecimiento en la plaza de toros de Huelva desde el 8 de septiembre de 1916, cuando fue corneado mortalmente el aficionado Tomás Gutiérrez García “El Caifa”, de diecisiete años de edad, que se lanzó como espontáneo al ruedo.